# فيناي أناند
فيناي أناند هو ممثل هندي، ولد في 28 مارس 1978 بمومباي في الهند.

## وصلات خارجية
- فيناي أناند على موقع IMDb (الإنجليزية)
- فيناي أناند على موقع كينوبويسك (الروسية)